# Stéphane Boissellier
Stéphane Boissellier est un historien français, né en 1966, spécialiste d'histoire du Moyen Âge.

## Biographie
Professeur à l'Université de Poitiers, coordinateur de l'axe B espace, pouvoir et religion dans le laboratoire Centre d'Etudes Supérieures de Civilisation Médiévale, (UMR 6223 du CNRS), il est agrégé d'histoire (1989), membre scientifique de l’École des hautes études hispaniques (Casa de Velázquez, Madrid, 1993-1995) et a été maître de conférences d'histoire médiévale à l'Université de Tours.

## Travaux
Ses recherches concernent le Portugal médiéval, l'organisation de l'espace et les dynamiques sociales en Méditerranée médiévale, et l’utilisation de la langue vernaculaire, la différenciation progressive entre le gallicien et le portugais. Il anime des recherches inter-disciplinaires (notamment de géo-histoire) et comparatives (monde latin / monde arabo-musulman) sur ces thèmes, avec une approche novatrice sur les rapports entre histoire médiévale et géographie.

## Œuvres
- Naissance d'une identité portugaise. La vie rurale entre Tage et Guadiana de l'Islam à la Reconquête (Xe – XIVe siècles) (« Estudos gerais. Serie universitária »). Ed. Imprensa Nacional - Casa da Moeda. Lisboa. 1998, 707 p.[4]
- Le peuplement médiéval dans le Sud du Portugal. Constitution et fonctionnement d’un réseau d’habitats et de territoires XIIe – XVe siècles, Centro cultural Calouste Gulbenkian, Paris, 2003, 673 p.[5]
- La construction administrative d’un royaume. Registres de bénéfices ecclésiastiques portugais (XIII-XIVe siècles) (« História Religiosa – Fontes e Subsídios », 10). Centro de Estudos de História Religiosa - UCP. Lisboa. 2012, 323 p.

### En collaboration
- Stéphane Boissellier, Daniel Baloup et Claude Denjean, La péninsule ibérique au Moyen Âge. Documents traduits et présentés (« Didact histoire »), Presses universitaires de Rennes. Rennes. 2003, 299 p.
- Stéphane Boissellier, François Clément et John Tolan, Minorités et régulations sociales en Méditerranée médiévale. Actes du colloque réuni du 7 au 9 juin 2007 en l’abbaye royale de Fontevraud (Maine-et-Loire), PUR, Rennes, 2010, 349 p.
- Stéphane Boissellier, De l’espace aux territoires : la territorialité des processus sociaux et culturels au Moyen Âge,  Actes de la table-ronde, CESCM (Poitiers), 8-9 juin 2006 (« Culture et société médiévales », 19), Brepols, Turnhout, 2010, 420 p.

### Direction d'ouvrages
- Monique Bourin et Stéphane Boissellier, L'espace rural au Moyen Âge. Portugal, Espagne, France (XIIe – XIVe siècle). Mélanges en l’honneur de Robert Durand . Presses Universitaires de Rennes. Rennes. 2002, 230 p.
- Stéphane Boissellier, Denis Menjot et Bernard Darbord, Langues médiévales ibériques. Domaines espagnol et galégo-portugais (« L’atelier du médiéviste », 12). Brepols. Turnhout. 2013, 540 p. [2]